# Дубровін Євген Олександрович
Євген Олександрович Дубровін (рос. Евгений Александрович Дубровин; 27 січня 1986, м. Омськ, СРСР) — російський хокеїст, захисник. Виступає за «Кубань» (Краснодар) у Вищій хокейній лізі. 
Вихованець хокейної школи «Авангард» (Омськ). Виступав за «Авангард-2» (Омськ), ХК «Липецьк», «Авангард» (Омськ), «Сибір» (Новосибірськ), «Автомобіліст» (Єкатеринбург), «Донбас» (Донецьк).